# قشلاق آقاخان اختیار
قشلاق آقاخان اختیار یک روستا در ایران است که در دهستان قشلاق شرقی واقع شده‌است. قشلاق آقاخان اختیار ۴۳ نفر جمعیت دارد.